# Ponte (rione Rzymu)
Ponte – rione, jedno z dwudziestu dwóch rioni Rzymu, tradycyjnych jednostek podziału administracyjnego miasta, dotyczącego części wewnątrz murów aureliańskich (z niewielkimi wyjątkami). Stanowi część gminy Municipio Roma I.
Współcześnie Ponte ma powierzchnię 0,31 km², a w 2015 zamieszkiwało je 4 535 mieszkańców.
Historyczny numer dzielnicy to R. V.